# 12444 Prothoon
12444 Prothoon (1996 GE19) là một thiên thạch Trojan được phát hiện vào ngày 15 tháng 4 năm 1993 bởi E. W. Elst tại trạm thiên văn miền nam Châu Âu.

## Link ngoài
- JPL Small-Body Database Browser ngày 12444 Prothoon